# Кахрамон (район Хамадоні)
Кахрамо́н (тадж. Қаҳрамон) — село у складі Хатлонської області Таджикистану. Входить до складу Кахрамонського джамоату району імені Мір Саїда Алії Хамадоні.
Назва означає герой.
Село розташоване на річці Карасу.
Населення — 1038 осіб (2010; 1025 в 2009).